# روكي جونز
روكي جونز (بالإنجليزية: Rocky Jones)‏ هو سياسي كندي، ولد في 26 أغسطس 1941 في كندا، وتوفي في 29 يوليو 2013 في هاليفاكس في كندا. حزبياً، نشط في Nova Scotia New Democratic Party ‏.